# Маяк Раунд-Айленд
Маяк Ра́унд-А́йленд (англ. Round Island Lighthouse) — маяк, расположенный на острове Раунд-Айленд (Round Island) в архипелаге Силли, Великобритания. Маяк был разработан Уильямом Дугласом для Trinity House и построен в 1887 году. В то время здание было одним из трех маяков архипелага Силли. Маяк был модернизирован в 1966 году, автоматизирован в 1987 году. В настоящее время управляется Isles of Scilly Wildlife Trust.

## История
Гранитная 19-метровая башня была спроектирована Уильямом Дугласом, главным инженером  Commissioners of Irish Lights, и построена на 35-метровой массе герцинского гранита. В стенах маяка хранители устроили небольшой огород, для которого на остров специально была перевезена почва.
Первоначальные лампы маяка были заменены в 1966 году, когда он был модернизирован, и снова в 1987 году, когда работа маяка была автоматизирована. В настоящее время башня излучает одну белую вспышку каждые десять секунд с интенсивностью 340 000 кандел, что позволяет видеть его с расстояния до 44,5 км. Во время тумана звучит специальный сигнал четыре раза в минуту.